# Roger Maudhuy
Roger Maudhuy, né en 1960, est un historien et folkloriste français, spécialiste de la littérature orale et de la littérature fantastique du XIXe siècle.
Son recueil Contes et légendes de la Champagne et des Ardennes a reçu le prix Claude-Seignolle de littérature orale en mai 2004. Il a également reçu le prix Arnold van Gennep de Folklore français, le prix Mélusine, le prix Alfred Harou, le prix du Livre lorrain et le prix de la Ville de Saint-Mihiel.
Il est aussi journaliste et correspondant de grands journaux du Canada français, des États-Unis (Chicago Tribune et Los Angeles Times), ainsi que de quotidiens ou hebdomadaires de Belgique, d'Ukraine, d'Israël et du Japon. Il donne aussi régulièrement des chroniques à Historia, La Nouvelle Revue Lorraine et Mythologie(s).

## Biographie
Roger Maudhuy a une maîtrise en Arts et Traditions décrochée au Québec, mais il réside en France. Il a longtemps séjourné en Lorraine, surtout dans les Vosges, avant de s'enraciner en Haute-Marne. Il est profondément attaché à sa région natale, la vallée de la Meuse, nourri par ses racines lotharingiennes. Considéré comme un des meilleurs connaisseurs des légendes traditionnelles des terroirs français, s'appuyant sur des enquêtes et des recueils effectuées sur le terrain, il est l’auteur de nombreux ouvrages de folklore, terme qu'il revendique : étymologiquement, rappelle-t-il, le folklore est le savoir du peuple, la science des traditions et des arts populaires, même si le terme a pris en France un sens péjoratif qu'il n'a pas en anglais,,. Le folklore est pour lui « une réponse à la curiosité des origines, qui est bien présente aujourd'hui. Plus on ira vers un monde qui explose, plus on aura besoin de repères. Et puis le folklore ouvre sur l'humilité. On retrouve les mêmes légendes liées aux mêmes peurs en Lorraine, chez les Lapons ou en Indonésie ».. On lui doit notamment La Lorraine des légendes, Prix du Livre lorrain 2005 et Prix Chercheur 2006.
Au-delà des légendes traditionnelles, il s'est également intéressé à quelques sujets autres. Il a consacré plusieurs ouvrages à des sujets historiques du XXe siècle ou à l'histoire régionale, associant souvent dans ce dernier cas des cartes postales anciennes au contenu.
Il collabore à plusieurs revues nationales spécialisées en histoire et en folklore. Plus de 200 articles ont été publiés sur les sujets les plus variés du folklore de toutes les régions de France (l'Alsace,, le mont Saint-Michel, Rocamadour, Esprits des eaux en Bretagne, Gargantua en Auvergne).
Suivant en cela Claude Seignolle, il a publié un roman de fantastique paysan, Le Sorcier de la Maucroix, qui a pour cadre un petit village lorrain. L'Ermite de Chèvreroche est en cours d'écriture et se situera dans les Vosges.
Roger Maudhuy dit souvent qu'il est le maillon d'une chaîne. Et justement : « Je ne vous dis plus qu’une chose, une seule, mais elle est d’importance : quand il a publié ses légendes lorraines, je vous ai dit qu’il marchait sur mes traces. Tel était encore mon avis quand il publia ses glanes limousines. Aujourd’hui, le gaillard ne me laisse pas le choix : Roger Maudhuy est mon successeur en folklore – et mon vieux camarade le Diable, qui m’en a tant dit, a dorénavant un autre curieux à qui conter ses histoires. »

## Publications
- Les Quatre Fils Aymon, Sites et légendes en Ardenne, Éditions les Cerises aux Loups
- Contes et légendes de la Champagne et des Ardennes, France-Empire
- Le Rouet de Mère-Grand, Editions de Gérardmer
- Miss Rimbaud, Une Enquête de Max Stirner, France-Empire
- La Lorraine des légendes, France-Empire, préface de Claude Seignolle
- Claude Seignolle, Côté lorrain, côté vosgien, Éditions des Imaginales
- Jules Verne, La face cachée, France-Empire
- L'affaire Fourniret, France-Empire
- Le Limousin des légendes, Lucien Souny, préface de Claude Seignolle
- Contes des pays lorrains, Lucien Souny, préface de Claude Seignolle
- Treize histoires fantastiques de musique, Lucien Souny
- Jules Verne, L'Arpenteur de l'Etrange, Lucien Souny, préface de Jeanne Cressanges
- Les Grands procès de la Collaboration, Lucien Souny
- Contes et légendes d'Alsace, Place-Stanislas, préface de Claude Seignolle
- Contes, légendes et croyances des Vosges, préface de René Henoumont
- La Lorraine sorcière, Pimientos
- La Bourgogne des sorcières, Pimientos, préface de Dominique Prieur
- Mythes et légendes du loup, Pimientos, préface de Roger Pinon
- Mythes et légendes du chat, Pimientos, préface de Jean Mergeai
- Mythes et légendes de l'ours, Pimientos, préface de l'abbé Jean Durand
- Vichy, les procès de la collaboration, Ixelles Editions
- Les contes populaires de Wallonie, CPE, préface de René Pinon
- Les Contes populaires de Franche-Comté, CPE, préface de Jean Robinet
- Les Fées dans les contes populaires, CPE, préface de Stéphane Gaber
- Les Contes populaires de la Drôme et de l'Ardèche, CPE, préface de Jean Grossier
- Les Contes populaires du Lyonnais et du Beaujolais, CPE, préface de Gilles Henry
- Le Chat et les Hommes, Une histoire extraordinaire, Ouest-France, préface de Mylène Demongeot
- Molenbeek, 25 ans d'attentats islamistes, Michalon
- Histoire(s) de vin(s), Christine Bonneton
- Le Monde des guérisseurs, Christine Bonneton, préface du Dr Denis Piotte
- Les Charmes insolites de l'Alsace, Christine Bonneton
- Le Grand Dictionnaire des Superstitions, Artémis, préface de Marylène Bergmann
- S'aimer autrefois, Amours & épousailles dans les pays de France, Artémis
- Le Sorcier de la Maucroix, De Borée
- Pierres mystérieuses, Nos Pierres et leurs légendes, De Borée
- 66 histoires de revenants, De Borée
- 66 histoires de Diable, De Borée
- Arbre(s), De Borée
- Quand l'Histoire de l'Alsace devient légendes, La Nuée Bleue, préface du Pr Jean Favier
- Les Mégalithes de Franche-Comté", préface de Bruno Chaton
- Histoire de France, Les Lieux de mémoire, Métive, préface de Gilles Henry
- L'Ame sacrée du Limousin, La Geste
- L'Ame sacrée de l'Alsace, La Geste
- Les Arbres qui guérissent, Métive, préfaces de Pierre Leman et du Dr Jean-Hugues Blondel

### Articles de journaux
- Rédaction Le Monde, « Prix », Le Monde (supplément Le Monde des Livres),‎ 25 juin 2004.
- Marc Metdepenningen, « Fourniret a aussi « tué » sa fille », Le Soir,‎ 8 mars 2006 (lire en ligne).
- Michel Genson, « Le savoir du peuple », Le Républicain lorrain,‎ 13 septembre 2009 (lire en ligne).
- Rédaction Le Télégramme, « Salon du livre. Des auteurs et conteurs venus de loin. », Le Télégramme,‎ 26 avril 2012 (lire en ligne).
- Rédaction Dna, « Au musée d’Histoire Naturelle. L’ours, mythe et légende. », Dernières Nouvelles d'Alsace,‎ 15 novembre 2012.
- Isabelle Lemaire, « Contes wallons et chocolat à gogo. », La Libre Belgique,‎ 21 novembre 2013 (lire en ligne).

### Filmographie
- « Foire du Livre 2007- Interview Roger Maudhuy », sur le site www.correzetelevision.fr.